# Перевал Легионов
Перева́л Легио́нов (укр. Перевал Легіонів) — перевал в Украинских Карпатах. Расположен на границе Ивано-Франковской (Надворнянский район) и Закарпатской области (Тячевский район). Высота 1110 м. Находится в Горганах между горами Тавпиширка (1503 м) и Пантир (1225 м).

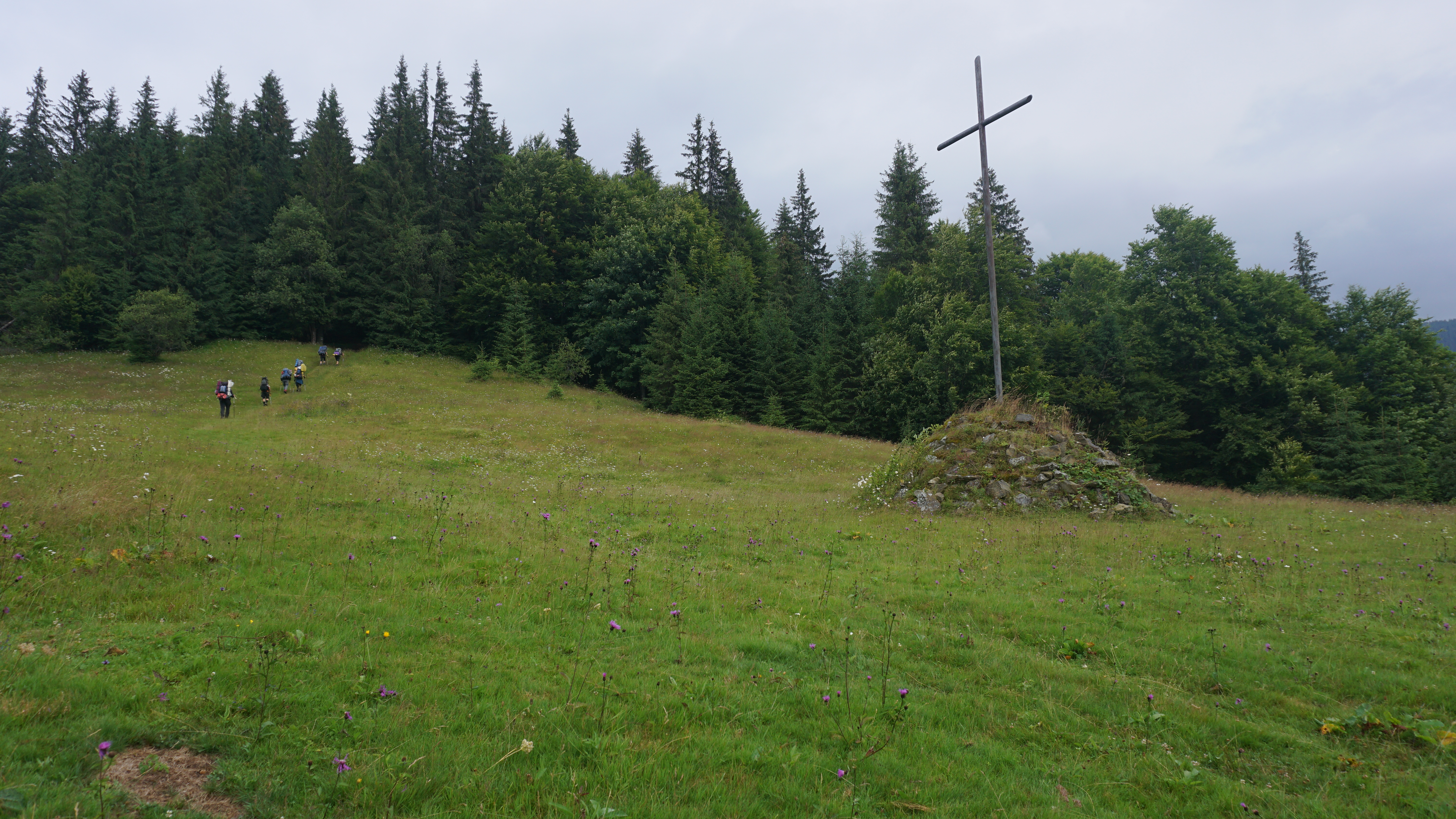
Перевал Легионов, июль 2023 г.

В октябре 1914 года через перевал была проложена дорога. Построил её 3-й пехотный полк польских легионеров Австро-Венгерской армии, отчего перевал и получил своё название. Дорога предназначалась для быстрой переброски войск на Восточный фронт во время Первой мировой войны.
Сейчас дорога через перевал труднопроходима, доступна только для гужевого транспорта и автомобилей повышенной проходимости. Зимой перевал непроходим.
Невдалеке от перевала на южном склоне сохранился лагерь легионеров.
Ближайшие населённые пункты: с. Быстрица (Надворнянский район) и с. Лопухов (Тячевский район).